# Hans-Jürgen Stumpff
Hans-Jürgen Stumpff, nemški vojaški pilot in general, * 15. junij 1889, Kolberg, † 9. marec 1968, Frankfurt na Majni.

## Napredovanja
- Fahnenjunker-Gefreiter (2. september 1907)
- Fahnenjunker-Unteroffizier (21. november 1907)
- Fähnrich (27. januar 1908)
- poročnik (19. november 1908)
- nadporočnik (24. december 1914)
- stotnik (18. avgust 1916)
- major (1. julij 1927)
- podpolkovnik (1. oktober 1931)
- polkovnik (1. april 1934)
- generalmajor (1. april 1936)
- generalporočnik (1. avgust 1937)
- general letalcev (1. november 1938)
- generalpolkovnik (19. julij 1940)

## Odlikovanja
- viteški križ železnega križa (18. september 1941)
- 1914 železni križec I. razreda
- 1914 železni križec II. razreda
- Kgl. Bayer. Militär-Verdienstorden IV. Klasse mit Schwertern
- Hamburgisches Hanseatenkreuz
- Anhaltisches Friedrich-Kreuz
- Lübeckisches Hanseatenkreuz
- k.u.k. Österr. Militär-Verdienstkreuz III. Klasse mit der Kriegsdekoration
- Ritterkreuz des Kgl. Bulgar. Militär-Verdienstordens
- Verwundetenabzeichen, 1918 in Schwarz
- Ehrenkreuz für Frontkämpfer 1914/1918
- Wehrmacht-Dienstauszeichnung IV. bis I. Klasse
- Gemeinsames Flugzeugführer- und Beobachter-Abzeichen in Gold mit Brillanten
- Medaille zur Erinnerung an den 13.03.1938
- Medaille zur Erinnerung an den 01.10.1938 mit Spange Prager Burg
- Spange zum EK I
- Spange zum EK II
- Wehrmachtbericht (1941, 1942)
- velik križ reda bele rože Finske z meči in prsno zvezdo